# かんばやしスキー&スノーボードパーク
かんばやしスキー&スノーボードパークは、長野県下高井郡山ノ内町にあったスキー場。

## 概要
開業時は上林スキー場（かんばやしスキーじょう）と命名され、その後上林温泉スキー場（かんばやしおんせんスキーじょう）、かんばやしスノーボードパークと名称変更を経て、閉鎖時の名称となっている。
1998年の長野オリンピックの際には、スノーボードハーフパイプの競技会場となった。
このスキー場は地獄谷温泉・上林温泉と同じ山腹に位置した。
近隣に良質なスキー場が密接していることや、スキー客の減少、地理的雪不足などから2007年1月スキー場は閉鎖された。
当地の近くには、安南平スキー場（角間川の左岸の坊寺山西麓（標高1000～1150ｍ）の一帯）などもあった。

## 歴史
- 1913年（大正2年） 上林温泉を訪れていたドイツ人キンメルン夫妻が近所の畑、斜面（上林、十二沢）でスキーをした。現 志賀高原（昭和5年以降の名称）で最初にスキーが行われた。これを見た近隣の子供たちが翌年からスキーを始めるきっかけとなった。
- 1921年（大正10年）　上林スキー場開設
- 1922年（大正11年）　上信越スキー大会開催（1934年（昭和9年）まで合計12回開催）。
- 1929年（昭和4年）　長野電鉄が上林スキー場のベースに上林ホテル（現：上林ホテル仙壽閣）を開業。
- 1948年（昭和23年）　レオナードコース（志賀高原旭山～上林スキー場）開設。
- 1959年（昭和34年） ジャンプ台完成
- 1960年（昭和35年） 第15回国民体育大会冬季大会開催
- 一時閉鎖
- 上林温泉スキー場再オープン（2人乗りリフト設置 1基）
- 1995年（平成7年）12月14日 ハーフパイプ用に再オープン（かんばやしスキー＆スノーボードパーク）
- 1998年（平成10年） 長野オリンピック開催
- 2007年（平成19年）1月5日 閉鎖

## ゲレンデ
- リフト：ペア3基（一時閉鎖以前はペアリフト1基）
- 標高差261ｍ、最長滑走距離1300ｍ（一時閉鎖以前は標高差100m、最長滑走距離560m）
- コース4本（一時閉鎖以前はコース3本）
- オリンピックハーフパイプ（FIS規格適合パイプ）
- レギュラーハーフパイプ
- キッカー、レール
- ワンメイクジャンプ台

## 交通
自動車
- 上信越自動車道:信州中野IC、国道292号:上林温泉

公共交通機関
- 各地から長野まで
  - 東日本旅客鉄道:長野駅（新幹線で東京駅から79分、名古屋駅から特急で3時間）
  - 川中島バス、阪急バス:大阪・京都→長野駅（高速バス）
  - 長電バス、西武バス:池袋→長野（高速バス）
  - 川中島バス、京王バス:新宿→長野（高速バス）
  - 川中島バス:名古屋→長野（高速バス）

- 各地から湯田中まで
  - 長電バス、南海バス:大阪・京都→湯田中駅（夜行 高速バス）
  - 長野電鉄:長野駅→湯田中駅（特急約45分）

- 各地から上林まで
  - 長電バス:長野駅東口→上林温泉（40分）<<急行 志賀高原線>>
  - 長電バス:湯田中駅→上林温泉（15分）<<志賀高原方面行き各線 or 上林温泉行き>>